# دريجة ساكنة الوحل
الدريجة ساكنة الوحل (الاسم العلمي:Limicola) هي جنس من الطيور يتبع فصيلة دجاج الارض من الرتبة الزقزاقيات.

## أنواع
لهذا الجنس من الطيور نوع وحيد هو:
- الدريجة العريضة المنقار (الاسم العلمي: Limicola falcinellus)